# Sheikh Tusi
Sheikh Tusi (persiska: شیخ طوسی), född år 995 e.Kr. i Tous, Persien. Hans riktiga namn var Muhammad ibn Hasan ibn Ali, även kallad Sheikh al-Taifa ("Församlingens sheikh") och Abu Ja'far, var en imamitisk rättslärd, förmedlare av hadither och teolog från 1000-talet. 